# Bantam Rooster
Bantam Rooster var ett amerikanskt rockband från Lansing, Michigan. Det bildades 1994 av gitarristen och sångaren T. Jackson Potter och trummisen Eric Cook. Producenten Jim Diamond har ibland nämnts som en tredje medlem. 
Duon albumdebuterade 1997 med Deal Me In. Inför det tredje albumet, Fuck All Y'All från 2000, ersattes Cook av Mike Alonso på trummor. Alonso ersattes i sin tur av Nick Lloyd under gruppens Europaturné 2001. Bandet lades ner 2003, i samband med att Potter bildade funkrockbandet Detroit City Council.

## Diskografi

### Album
- 1997 – Deal Me In
- 1999 – Cross & the Switchblade
- 2000 – Fuck All Y'All

### Singlar
- 1996 – "Miss Luxury"
- 1997 – "Watch Me Burn"
- 1999 – "Low Budget Lust"
- 2000 – "Big Mess"
- 2001 – "I, Gemini"
- 2001 – "Mexican Leather"